# Брезниця (Благоєвградська область)
Бре́зниця (болг. Брезница) — село в Благоєвградській області Болгарії. Входить до складу громади Гоце Делчев.

## Населення
За даними перепису населення 2011 року у селі проживали 3379 осіб.
Національний склад населення села:
| Національність   | Кількість осіб | Відсоток |
| ---------------- | -------------- | -------- |
| помаки           | 2585           | 85,7%    |
| болгари          | 374            | 12,4%    |
| не визначились   | 51             | 1,7%     |
| Всього відповіли | 3017           |          |

Розподіл населення за віком у 2011 році:
Динаміка населення: